# Annobonština
Annobonština (annobonsky: Fa d'Ambu nebo Fá d'Ambô) je kreolský jazyk na bázi portugalštiny, který se používá především na ostrově Annobón (součást Rovníkové Guiney) v Guinejském zálivu, menší komunity mluvčích ale žijí i na ostrově Bioko nebo v pevninské části Rovníkové Guiney. Podle Ethnologue měla annobonština v roce 2010 mezi 5000-6000 mluvčích.
Annobonština vychází z jazyka forro (který vychází z portugalštiny), což je kreolský jazyk na bázi portugalštiny používaný na nedalekém ostrově Svatý Tomáš. Má s ním zhruba z 80% společnou slovní zásobu. Annabonština byla silně ovlivněna také španělštinou a africkými domorodými jazyky (především z oblasti Angoly).